# Werner Bührer
Werner Ernst Bührer (* 6. November 1950 in Freiamt-Brettental) ist ein deutscher Politikwissenschaftler.

## Leben
Bührer absolvierte ein Studium der Geschichte und der Politikwissenschaft an den Universitäten Freiburg und Hamburg, das er 1985 mit einer Promotion abschloss. Er habilitierte sich in Neuerer Geschichte und Zeitgeschichte und war von 1985 bis 1992 wissenschaftlicher Mitarbeiter am Institut für Zeitgeschichte in München. Von 1993 bis 2005 war er als wissenschaftlicher Mitarbeiter und Dozent an der Technischen Universität München tätig. Zwischen 2005 und 2016 lehrte er als Professor für Zeitgeschichte an der TU München. Seit 2016 befindet er sich im Ruhestand.
Seine Schwerpunkte in der Forschung sind die Europäische Integration, die deutsch-französischen Wirtschaftsbeziehungen, die Unternehmerverbände in Deutschland im 19. und 20. Jahrhundert sowie die Geschichte der Bundesrepublik Deutschland.

## Schriften (Auswahl)
- mit Edgar Grande (Hrsg.): Unternehmerverbände und Staat in Deutschland, Nomos, Baden-Baden 2000.
- Westdeutschland in der OEEC. Eingliederung, Krise, Bewährung 1947–1961, Oldenbourg Verlag, München 1997.
- (Hrsg.): Henry Axel Bueck: Mein Lebenslauf. Mit einer kommentierenden Einleitung, Franz Steiner Verlag, Stuttgart 1997.
- (Hrsg.): Die Adenauer-Ära. Die Bundesrepublik Deutschland 1949–1963. Piper, München 1993.
- (Hrsg. mit Ludolf Herbst und Hanno Sowade): Vom Marshallplan zur EWG. Die Eingliederung der Bundesrepublik Deutschland in die westliche Welt. Oldenbourg, München 1990.
- Ruhrstahl und Europa. Die Wirtschaftsvereinigung Eisen- und Stahlindustrie und die Anfänge der europäischen Integration 1945–1952. Oldenbourg, München 1986.